# Tuenjai Deetes
Tuenjai Deetes (n. 8 de abril de 1952 Bangkok; Tailandia), (en tailandés: เตือนใจ ดีเทศน์; rtgs: Tuenchai Di-thet) anteriormente Tuenjai Kunjara na Ayudhya (en tailandés: เตือนใจ กุญชร ณ อยุธยา; rtgs: Tuenchai Kunchon Na Ayutthaya) recibió el premio Global 500 Roll of Honour en 1992, y fue galardonada con el Premio Medioambiental Goldman Prize en 1994. Deetes ha trabajado con tribus de las Colinas tailandesas desde principios de la década de 1970s. Fue cofundadora de la Hill Area Development Foundation en 1986. Es ex comisionada de la Comisión de Derechos humanos hasta que renunció a ese cargo en julio de 2019.